# Baza Szkoleniowo-Wypoczynkowa Lubogoszcz

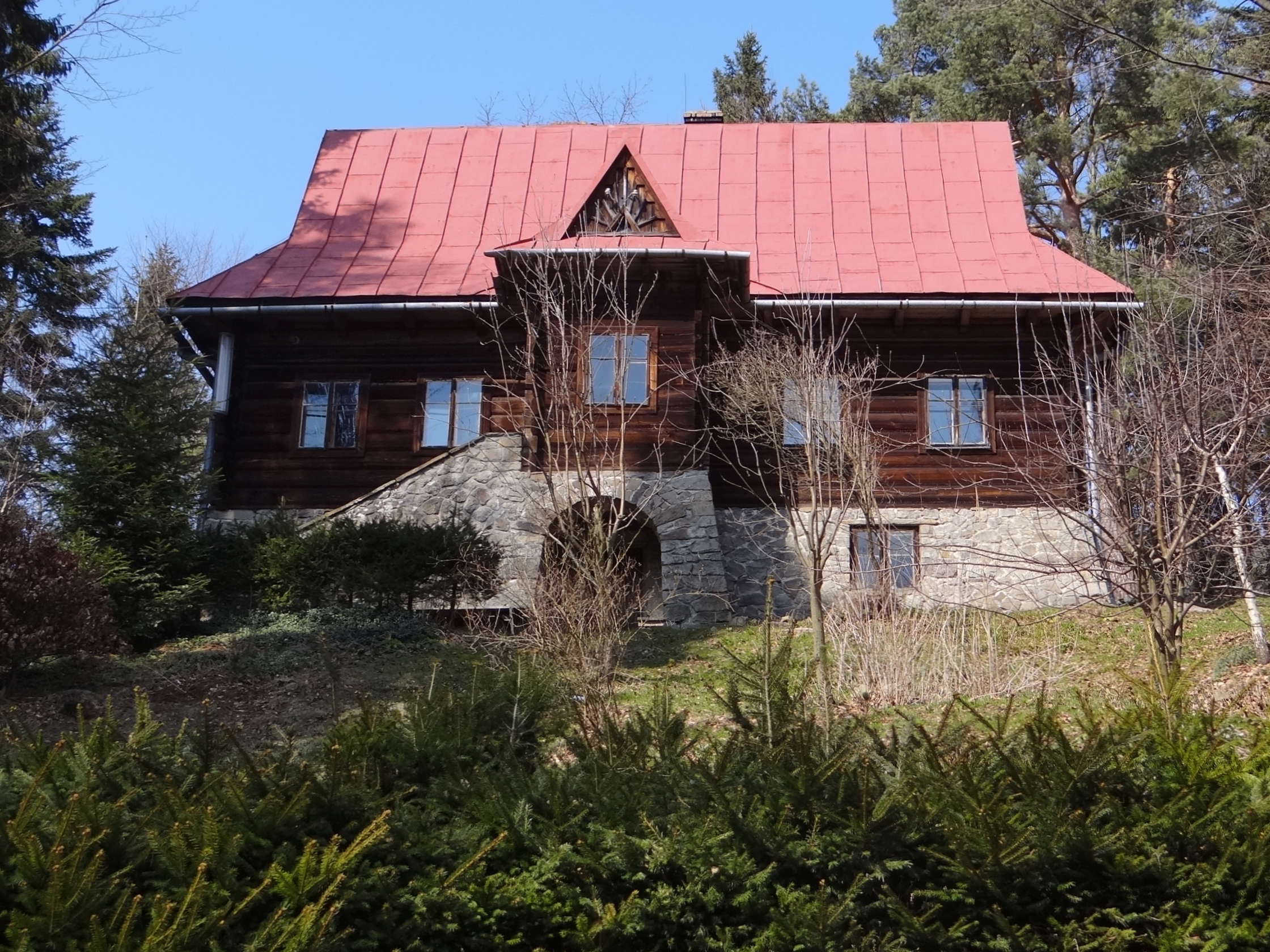
Willa Jana Józefa Szczepańskiego położona naprzeciwko obozowiska na Lubogoszczy.

Baza Szkoleniowo-Wypoczynkowa „Lubogoszcz” – kompleks budynków na południowo-zachodnim stoku  Lubogoszczy w Beskidzie Wyspowym, na wysokości ok. 580–590 m n.p.m. Znajduje się w miejscowości Kasinka Mała, należącej do gminy Mszana Dolna w powiecie limanowskim, województwie małopolskim, ale jest własnością Krakowskiego Szkolnego Ośrodka Sportowego im. „Szarych Szeregów”.

## Historia bazy
W 1924 r. organizacja YMCA poszukiwała w Polsce miejsca na założenie obozowiska. Jeden z członków tej organizacji wskazał miejsce na Lubogoszczy, po oglądnięciu go z samolotu miejsce to spodobało się organizatorom. Ważne znaczenie odegrała również bliskość stacji kolejowej i utwardzona droga od stacji do podnóży Lubogoszczy. Wykupiono działkę o powierzchni 15 arów. Jeszcze tego samego roku pod namiotami mieszkało przez 8 tygodni 128 chłopców. W 1925 r. rozpoczęto wznosić drewniane budynki i w ciągu kilku następnych lat wybudowano ich 16. Organizacja YMCA dała fundusze na założenie oświetlenia elektrycznego, a polski minister wojny na wybudowanie basenu kąpielowego. Przed II wojną światową w bazie przebywała młodzież z Łodzi, Warszawy, Krakowa, a nawet z USA. Przez okres wojny baza była nieczynna, po wojnie wznowiono jej działalność i działa do dzisiaj.

## Działalność
Baza posiada: 
- 3 budynki całoroczne (90 miejsc noclegowych) z pełnym węzłem sanitarnym (pokoje 2, 3, 4, 5, 6 i 7 osobowe),
- sanitariaty w budynkach głównych,
- 16 domków campingowych 8-osobowych (128 miejsc noclegowych);
- stołówkę zapewniającą wyżywienie,
- świetlicę z kominkiem wyposażoną w sprzęt dyskotekowy, stoły do ping-ponga i piłkarzyki,
- salę do prowadzenia zajęć dydaktycznych ze sprzętem audio-video,
- minisalę gimnastyczną,
- boisko sportowe zewnętrzne wielofunkcyjne i bezpłatną wypożyczalnię sprzętu sportowego),
- miejsce na ogniska.

Baza w okresie od października do końca kwietnia posiada – 90 miejsc noclegowych w budynkach stałych, w okresie od maja do września – 218 miejsc noclegowych (w tym: 90 miejsc w budynkach stałych, 128 w domkach campingowych). Od maja do końca października czynne jest Schronisko Młodzieżowe PTSM posiadające 24 miejsca noclegowe w 3 domkach kempingowych.
Baza organizuje:
- „zielone szkoły”, wycieczki szkolne,
- kolonie letnie, obozy, zimowiska,
- zloty okolicznościowe, imprezy integracyjne,
- spotkania i wczasy indywidualne.

Baza przyjmuje grupy zorganizowane, ale również turystów indywidualnych. Poniżej bazy znajduje się naturalnego pochodzenia staw Żabie Oko. W Beskidzie Wyspowym naturalne stawy są dużą rzadkością.

## Szlaki turystyczne
Kasinka Mała – Lubogoszcz, do połączenia ze szlakiem czerwonym. Czas przejścia do bazy ok. 35 min.